# Amalocichla
Amalocichla (Lijstervliegenvangers) is een geslacht van zangvogels uit de familie Australische vliegenvangers (Petroicidae).

## Soorten
Het geslacht kent de volgende soorten:
- Amalocichla incerta  – Kortstaartlijstervliegenvanger
- Amalocichla sclateriana  – Zijdestaartlijstervliegenvanger